# イヴ・トーレス
イヴ・トーレス（Eve Marie Torres, 1984年8月21日 - ）は、アメリカ合衆国コロラド州デンバー出身のダンサー、モデル、プロレスラー、女優である。WWEに所属していた（2007年のディーヴァサーチ優勝者である）。
夫は柔術家のヘナー・グレイシー。引退後はグレイシー・アカデミーでトレーナーをしている。

## 来歴
大学卒業後にモデルやダンサーとしての活動を始め、2006年から2007年にかけてNBAのロサンゼルス・クリッパーズのスピリット・ダンス・チームの一員となる。2007年にはWWEのディーヴァサーチに応募し、優勝者となり賞金とWWEとの契約を勝ち取る。その後OVWでトレーニングを開始する。
2008年2月ごろからバックルームでのインタビュアーとしてスマックダウンに登場する。デビューしてからはリング外の活動だけであったが、11月には16人ディーヴァ・タッグマッチで初試合を行った。しかし勝利とはならなかった。
2009年に入るとミシェル・マクールと短い抗争を展開する。5月ごろには追加ドラフトで移籍してきたレイラと抗争を開始する。またこの頃からクライム・タイムと共に行動することが多くなる。10月に行われたディーヴァ・トレードによりRAWへ移籍。移籍後はクリス・マスターズとの恋愛ストーリーが展開されたが、すぐに終了となった。
2010年4月12日のRAWでマリースに勝利し、ディーヴァズ王座を獲得した。しかし6月20日のフェイタル・4ウェイのフェイタル4ウェイ形式の王座戦でアリシア・フォックスがマリースからフォールを奪ったため負けずして王座を失う。
2010年秋頃からRトゥルースとダンスコンビを結成するが鳴かず飛ばずでフェードアウトする。その後はシングルで活動が多くなり、2011年1月30日のRoyal Rumble 2011で、レイラからフォールを奪い2回目の、ディーヴァズ王座を獲得する。しかし、2011年4月11日のRAWでブリー・ベラにフォールを許し、王座を失う。そしてシングルで活動していき、ベビーターンを果たしたザック・ライダーとの恋愛ストーリーが2011年11月頃から始まった。その恋愛ストーリーにジョン・シナも友人として絡んでくるようになり、3人とケインの抗争が始まる。
2012年に入り、ケインに攻撃され、車椅子生活となったザックを支えていたが、ケインに救急車の中に連れ込まれ拉致されそうになってしまう。シナが助けたが、その瞬間にイヴはシナにキスをし、それをザックが目撃して三角関係のようになってしまう。しかし、イヴはシナを利用して目立ちたがっていただけであった。2月20日のRAWにてイブがその事をベラ・ツインズに自慢している所をシナに聞かれてしまう。そしてリングの上でシナからザックのブロースキー（Broski）とホー（Ho）を組み合わせた言葉ホースキー（Hoski）と呼ばれ、さらにザックからもホースキーと呼ばれてしまったので2012年2月27日のRAWにて正式にヒールターンを果たす。その後はジョン・ロウリネイティスの秘書をしたり、ロウリネイティスが解雇されると、新GMのブッカーTの秘書として活躍。権力を得ようとし、上級顧問のテディ・ロングを貶めようとする。さらにはアクサナを使ってディーヴァズ王座戦出場権を得たケイトリンを攻撃させた結果、自分が王座戦に出場。レイラを倒してディーヴァズ王者になった。
その後も、うまく立ち回り、卑怯な行いの咎を負うこともあまりなく王者として活動していたが、年末にケイトリンとの抗争が再開。2013年1月14日のRAW20周年記念放送中の王座戦に敗れ王座を失い、さらにその王座戦が自分の不利（自らカウントアウトして王座を守ったりしたことで、反則・カウントアウトでも王座を失うルールがあった）に働いているなどしていたことで憤慨して、自分から退団を宣言した。

## 得意技
- ザ・ハートブレイカー
  - 現在のフィニッシャー。スイング式ネックブリーカー。
- イブサルト
  - ムーンサルトプレス。2010年ごろから使用し始めた。
- ハンドスプリング・ムーンサルト
- エンズイギリ
- スクールガール

## 獲得タイトル
- 2007年ディーヴァサーチ優勝
- ディーヴァズ王座 - 3回

## 入場曲
- She Looks Good

## 出演作品

### 映画
| 公開年 | 邦題 原題                                                  | 役名       | 備考 |
| ------ | ---------------------------------------------------------- | ---------- | ---- |
| 2013   | ママはレスリング・クイーン Queens of the Ring              | 本人       |      |
| 2015   | スコーピオン・キング4 The Scorpion King 4: Quest for Power | チャンカラ |      |
| 2016   | スキップ・トレース Skiptrace                               | ダーシャ   |      |